# La vida, la muerte, el mestizaje y los cuatro elementos
La vida, la muerte, el mestizaje y los cuatro elementos es un mural de Francisco Eppens Helguera creado en 1954. Se encuentra en la Facultad de Medicina de la Universidad Nacional Autónoma de México.

## Historia
El mural fue propuesto en 1953 por el arquitecto Roberto Álvarez Espinosa, quien se encontraba trabajando en el proyecto de la construcción de la facultad.
En 2014 se realizaron trabajos de restauración.

## Significado
Está inspirado en la cosmovisión mesoamericana. Se encuentra una serpiente devoran su propia cola y una calavera mordiendo una mazorca.
Los cuatro elementos que representa son:
- Agua, a través del dios Tláloc.
- Aire, ubicado a los laterales a través de varias aves.
- Tierra, representada a través de la diosa Coatlicue.
- Fuego, expresado a través del fuego de los soles.

## Diseño
Se hicieron varias adecuaciones a la curvatura de la construcción para concretar el diseño del mural. Se utilizaron losas de concreto y cerámica que se encuentran atornillados para hacer un mural desmontable.